# Wilhelm Schmelzer
Wilhelm Schmelzer (* 14. August 1876 in Saarbrücken; † 1942) war ein deutscher Verbandsfunktionär und Mitglied des Landesrats des Saarlandes.

## Leben
Nach dem Volksschulabschluss besuchte Wilhelm Schmelzer die gewerbliche Fortbildungs- und Malerfachschule in Saarbrücken, um anschließend eine Lehre zum Dekorationsmaler zu absolvieren.
1902 legte er die Meisterprüfung ab und baute einen eigenen Betrieb in Saarbrücken auf. Im Nebenamt war er als Lehrer an der gewerblichen Fortbildungsschule tätig. 
Im November 1918 initiierte er einen „Bürgerausschuß für das Saarrevier“ in Saarbrücken mit, der sich gegen die Aktivitäten des Arbeiter- und Soldatenrats wandte.
1921 gehörte er zu den Gründungsmitgliedern der Liberalen Volkspartei und war deren Vorsitzender. Die Partei schloss sich 1924 mit der Demokratischen Partei zusammen und bildete die Deutsch-Saarländische Volkspartei, wo er Fraktionsvorsitzender wurde.
Als Delegierter der Saarländischen Bevölkerung nahm er ab September 1921 an den Sitzungen des Völkerbundes teil und war zugleich Mitglied des sog. Saarausschusses im Auswärtigen Amt.
Von Juni 1922 bis 1935 war Schmelzer gewähltes Mitglied im Landesrat des Saargebiets. Seit der freiwilligen Selbstauflösung der Saarländischen Volkspartei im Jahr 1933 und ihrem Aufgehen in der Deutschen Front, war Schmelzer dort Mitglied im leitenden Organ, dem sogenannten „Führerrat“. Er gehörte damit zu den wesentlichen Unterstützern des Nationalsozialismus, noch bevor das Saargebiet infolge der Volksabstimmung 1935 an NS-Deutschland wieder angegliedert wurde.

## Öffentliche Ämter
- Aufsichtsratsmitglied der Gebrüder Hofer AG Saarbrücken
- Aufsichtsratsmitglied der Saargenossenschaftsbank
- Mitglied im Wirtschaftsbund für das Baugewerbe Saarbrücken
- Mitglied im Rheinischen Genossenschaftsverband in Köln
- Vorsitzender der Handwerkskammer Saarbrücken
- Vorsitzender des Verbands der Malereigeschäfte des Saargebiets
- Stellvertretender Vorsitzender der Sektion II der Berufsgenossenschaft im Saargebiet
- Ehrenamtlicher Beigeordneter der Stadt Saarbrücken

## Sonstiges
Im Dezember 1924 reiste er zu einer Privataudienz beim Papst Pius XI.

## Publikationen
- 1935 „Die Saar hat gesprochen“ anlässlich der Saarabstimmung